# 金砂郷食品
金砂郷食品株式会社（かなさごうしょくひん）は、茨城県常陸太田市に本社を置く、日本の納豆メーカーである。
2009年、くめ・クオリティ・プロダクツ株式会社の民事再生計画の中から生まれた会社である。ミツカン及びミツカングループ本社によるくめ・クオリティ・プロダクツの全営業権、商標権等の取得と同時に、くめ・クオリティ・プロダクツ従業員によるEBOによって設立された生産会社であり、くめ・クオリティ・プロダクツの事業であった「くめ納豆」ブランドの製造販売を引き継いでいる。

## 主な商品（ブランド）
- 納豆
  - 小粒納豆 粢(しとぎ)
  - 金ごま油・えごま油付き　粢小粒納豆
  - 粢　納豆小粒
  - おいしい北海道極小粒納豆
  - 豆乃香
  - しあわせの常陸野ワッフル
  - 納豆スナックパリントウ
  - おいしい麦入り納豆
  - 国産カップ納豆
  - 国産カップ6Ｐ納豆

## 沿革
- 2009年9月1日 - 金砂郷食品株式会社を創業[3]。